# Prairie du Chien (Wisconsin)
Prairie du Chien település az Amerikai Egyesült Államok Wisconsin államában, Crawford megyében, melynek megyeszékhelye is. Lakosainak száma 5506 fő (2020. április 1.).

## Népesség
A település népességének változása:

| 2010 | 5 911 |
| 2020 | 5 506 |